# Coupe de l'AFC 2008
Navigation
Édition précédente Édition suivante
La Coupe de l'AFC 2008 est la cinquième édition de la Coupe de l'AFC, la compétition mise en place par l'AFC pour les meilleures équipes des pays classés comme en développement par la confédération asiatique et qui correspond au deuxième niveau dans la hiérarchie en Asie.
Plusieurs changements au niveau des clubs participants ont eu lieu à l'issue de l'édition 2007. Le Viet-Nam et la Thaïlande récupèrent leur seconde place en Ligue des champions de l'AFC, à la suite de l'exclusion de l'Indonésie, qui termine son championnat trop tard. De plus, les équipes du Turkménistan sont reversées en Coupe du président de l'AFC. Il n'y a donc que 20 équipes engagées cette année.
C'est le club bahreini d'Al Muharraq Club qui remporte la compétition après sa victoire sans contestation (10-5 sur l'ensemble des confrontations) en finale face aux Libanais de Safa Beyrouth. C'est le premier titre continental du club et sa deuxième finale en coupe de l'AFC après celle perdue en 2006. À la suite de l'extension de la Ligue des champions de l'AFC, les deux clubs finalistes obtiennent également leur qualification pour cette compétition la saison prochaine.

## Participants
- Al Muharraq Club - Champion de Bahreïn 2006-2007
- Al Najma Club - Vainqueur de la Coupe de Bahreïn 2007
- Al-Weehdat Club - Champion de Jordanie 2006-2007
- Shabab Al-Ordon Club - Tenant du titre
- Al-Ansar Club - Champion du Liban 2006-2007
- Safa Beyrouth - Vice-champion du Liban 2006-2007
- Al Nahda Club - Champion d'Oman 2006-2007
- Sur Club - Vainqueur de la Coupe d'Oman 2007
- Al Ahli Sanaa - Champion du Yémen 2007
- Al Sha'ab Hadramaut - Vainqueur de la Coupe du Yémen 2006
- South China AA - Champion de Hong Kong 2006-2007
- Kitchee SC - Vice-champion de Hong Kong 2006-2007
- Dempo SC - Champion d'Inde 2006-2007
- East Bengal Club - Vainqueur de la Coupe d'Inde 2007
- Kedah FA - Champion de Malaisie 2006-2007
- Perak FA - Vice-champion de Malaisie 2006-2007
- New Radiant - Champion des Maldives 2007
- Victory SC - Vice-champion des Maldives 2007
- Singapore Armed Forces FC - Champion de Singapour 2007
- Home United FC - Vice-champion de Singapour 2007

## Phase de groupes
Toutes les équipes participantes sont réparties dans cinq groupes, qui compte quatre formations chacun.
Les équipes terminant à la première place se qualifient pour les quarts de finale ainsi que les trois meilleurs deuxièmes. Chaque groupe se déroule sur la base de matchs aller-retour. Les rencontres ont lieu entre le 11 mars et le 21 mai 2008.

### Groupe A
| Rang | Équipe           | Pts | J | G | N | P | Bp | Bc | Diff |  | Résultats (▼ dom., ► ext.) |     |     |     |     |
| ---- | ---------------- | --- | - | - | - | - | -- | -- | ---- |  | -------------------------- | --- | --- | --- | --- |
| 1    | Al Muharraq Club | 11  | 6 | 3 | 2 | 1 | 14 | 7  | +7   |  | Al Muharraq Club           |     | 1-2 | 4-1 | 3-2 |
| 2    | Dempo SC         | 10  | 6 | 3 | 1 | 2 | 13 | 12 | +1   |  | Dempo SC                   | 0-4 |     | 3-1 | 5-2 |
| 3    | Al-Ansar Club    | 8   | 6 | 2 | 2 | 2 | 6  | 8  | -2   |  | Al-Ansar Club              | 0-0 | 1-1 |     | 1-0 |
| 4    | Sur Club         | 4   | 6 | 1 | 1 | 4 | 9  | 15 | -6   |  | Sur Club                   | 2-2 | 3-2 | 0-2 |     |

### Groupe B
| Rang | Équipe           | Pts | J | G | N | P | Bp | Bc | Diff |  | Résultats (▼ dom., ► ext.) |     |     |     |     |
| ---- | ---------------- | --- | - | - | - | - | -- | -- | ---- |  | -------------------------- | --- | --- | --- | --- |
| 1    | Safa Beyrouth    | 10  | 6 | 3 | 1 | 2 | 6  | 2  | +4   |  | Safa Beyrouth              |     | 3-3 | 1-0 | 1-0 |
| 2    | Al-Weehdat Club  | 7   | 6 | 1 | 4 | 1 | 12 | 12 | 0    |  | Al-Weehdat Club            | 3-3 |     | 0-2 | 1-1 |
| 3    | East Bengal Club | 7   | 6 | 2 | 1 | 3 | 5  | 6  | -1   |  | East Bengal Club           | 0-0 | 2-4 |     | 1-0 |
| 4    | Al Ahli Sanaa    | 6   | 6 | 1 | 3 | 2 | 3  | 4  | -1   |  | Al Ahli Sanaa              | 0-0 | 1-1 | 1-0 |     |

### Groupe C
| Rang | Équipe                | Pts | J | G | N | P | Bp | Bc | Diff |  | Résultats (▼ dom., ► ext.) |     |     |     |     |
| ---- | --------------------- | --- | - | - | - | - | -- | -- | ---- |  | -------------------------- | --- | --- | --- | --- |
| 1    | Al Nahda Club         | 9   | 6 | 2 | 3 | 1 | 9  | 8  | +1   |  | Al Nahda Club              |     | 1-1 | 0-0 | 1-1 |
| 2    | Shabab Al-Ordon ClubT | 7   | 6 | 1 | 4 | 1 | 7  | 7  | 0    |  | Shabab Al-Ordon ClubT      | 3-1 |     | 3-2 | 1-1 |
| 3    | Al Najma Club         | 7   | 6 | 1 | 4 | 1 | 7  | 7  | 0    |  | Al Najma Club              | 3-3 | 0-0 |     | 2-1 |
| 4    | Al Sha'ab Hadramaut   | 6   | 6 | 1 | 3 | 2 | 7  | 8  | -1   |  | Al Sha'ab Hadramaut        | 3-1 | 2-2 | 0-0 |     |

### Groupe D
| Rang | Équipe         | Pts | J | G | N | P | Bp | Bc | Diff |  | Résultats (▼ dom., ► ext.) |     |     |     |     |
| ---- | -------------- | --- | - | - | - | - | -- | -- | ---- |  | -------------------------- | --- | --- | --- | --- |
| 1    | Home United FC | 15  | 6 | 5 | 0 | 1 | 18 | 10 | +8   |  | Home United FC             |     | 5-1 | 4-1 | 2-1 |
| 2    | Kedah FA       | 13  | 6 | 4 | 1 | 1 | 13 | 8  | +5   |  | Kedah FA                   | 4-1 |     | 3-0 | 1-0 |
| 3    | South China AA | 4   | 6 | 1 | 1 | 4 | 7  | 13 | -6   |  | South China AA             | 2-3 | 1-3 |     | 3-0 |
| 4    | Victory SC     | 2   | 6 | 0 | 2 | 4 | 3  | 10 | -7   |  | Victory SC                 | 1-3 | 1-1 | 0-0 |     |

### Groupe E
| Rang | Équipe                    | Pts | J | G | N | P | Bp | Bc | Diff |  | Résultats (▼ dom., ► ext.) |     |     |     |     |
| ---- | ------------------------- | --- | - | - | - | - | -- | -- | ---- |  | -------------------------- | --- | --- | --- | --- |
| 1    | Singapore Armed Forces FC | 13  | 6 | 4 | 1 | 1 | 16 | 4  | +12  |  | Singapore Armed Forces FC  |     | 0-2 | 4-0 | 1-1 |
| 2    | Perak FA                  | 13  | 6 | 4 | 1 | 1 | 13 | 10 | +3   |  | Perak FA                   | 1-6 |     | 2-1 | 3-0 |
| 3    | Kitchee SC                | 4   | 6 | 1 | 1 | 4 | 6  | 12 | -6   |  | Kitchee SC                 | 0-2 | 2-2 |     | 2-0 |
| 4    | New Radiant               | 4   | 6 | 1 | 1 | 4 | 4  | 13 | -9   |  | New Radiant                | 0-3 | 1-3 | 2-1 |     |

### Classement des meilleurs deuxièmes
Un classement est établi entre les deuxièmes de tous les groupes. Seuls les trois meilleurs se qualifient pour les quarts de finale.
| Rang | Équipe               | Pts | J | G | N | P | Bp | Bc | Diff |
| ---- | -------------------- | --- | - | - | - | - | -- | -- | ---- |
| 1    | Kedah FA             | 13  | 6 | 4 | 1 | 1 | 13 | 8  | +5   |
| 2    | Perak FA             | 13  | 6 | 4 | 1 | 1 | 13 | 10 | +3   |
| 3    | Dempo SC             | 10  | 6 | 3 | 1 | 2 | 13 | 12 | +1   |
| 4    | Al-Weehdat Club      | 7   | 6 | 1 | 4 | 1 | 12 | 12 | 0    |
| 5    | Shabab Al-Ordon Club | 7   | 6 | 1 | 4 | 1 | 7  | 7  | 0    |

## Phase finale à élimination directe
|  | Quarts de finale          | Quarts de finale          | Quarts de finale        | Quarts de finale        |                  |                  | Demi-finales         | Demi-finales         | Demi-finales         | Demi-finales         |  |  | Finale                        | Finale                        | Finale                        | Finale                        |
|  |                           |                           |                         |                         |                  |                  |                      |                      |                      |                      |  |  |                               |                               |                               |                               |
|  | 16 et 23 septembre 2008   | 16 et 23 septembre 2008   | 16 et 23 septembre 2008 | 16 et 23 septembre 2008 |                  |                  | 7 et 21 octobre 2008 | 7 et 21 octobre 2008 | 7 et 21 octobre 2008 | 7 et 21 octobre 2008 |  |  | 31 octobre et 7 novembre 2008 | 31 octobre et 7 novembre 2008 | 31 octobre et 7 novembre 2008 | 31 octobre et 7 novembre 2008 |
|  | 16 et 23 septembre 2008   | 16 et 23 septembre 2008   | 16 et 23 septembre 2008 | 16 et 23 septembre 2008 |                  |                  | 7 et 21 octobre 2008 | 7 et 21 octobre 2008 | 7 et 21 octobre 2008 | 7 et 21 octobre 2008 |  |  | 31 octobre et 7 novembre 2008 | 31 octobre et 7 novembre 2008 | 31 octobre et 7 novembre 2008 | 31 octobre et 7 novembre 2008 |
|  | Al Muharraq Club          | Al Muharraq Club          | 5                       | 2                       |                  |                  | 7 et 21 octobre 2008 | 7 et 21 octobre 2008 | 7 et 21 octobre 2008 | 7 et 21 octobre 2008 |  |  | 31 octobre et 7 novembre 2008 | 31 octobre et 7 novembre 2008 | 31 octobre et 7 novembre 2008 | 31 octobre et 7 novembre 2008 |
|  | Al Muharraq Club          | Al Muharraq Club          | 5                       | 2                       |                  |                  | 7 et 21 octobre 2008 | 7 et 21 octobre 2008 | 7 et 21 octobre 2008 | 7 et 21 octobre 2008 |  |  | 31 octobre et 7 novembre 2008 | 31 octobre et 7 novembre 2008 | 31 octobre et 7 novembre 2008 | 31 octobre et 7 novembre 2008 |
|  | Kedah FA                  | Kedah FA                  | 0                       | 1                       |                  |                  | 7 et 21 octobre 2008 | 7 et 21 octobre 2008 | 7 et 21 octobre 2008 | 7 et 21 octobre 2008 |  |  | 31 octobre et 7 novembre 2008 | 31 octobre et 7 novembre 2008 | 31 octobre et 7 novembre 2008 | 31 octobre et 7 novembre 2008 |
|  | Kedah FA                  | Kedah FA                  | 0                       | 1                       | Al Muharraq Club | Al Muharraq Club | 0                    | 2                    |                      |                      |  |  | 31 octobre et 7 novembre 2008 | 31 octobre et 7 novembre 2008 | 31 octobre et 7 novembre 2008 | 31 octobre et 7 novembre 2008 |
|  | 16 et 23 septembre 2008   |                           |                         |                         | Al Muharraq Club | Al Muharraq Club | 0                    | 2                    |                      |                      |  |  | 31 octobre et 7 novembre 2008 | 31 octobre et 7 novembre 2008 | 31 octobre et 7 novembre 2008 | 31 octobre et 7 novembre 2008 |
|  |                           |                           | Al Nahda Club           | Al Nahda Club           | 1                | 1                |                      |                      |                      |                      |  |  | 31 octobre et 7 novembre 2008 | 31 octobre et 7 novembre 2008 | 31 octobre et 7 novembre 2008 | 31 octobre et 7 novembre 2008 |
|  | Singapore Armed Forces FC | Singapore Armed Forces FC | Al Nahda Club           | Al Nahda Club           | 1                | 1                | 2                    | 0                    |                      |                      |  |  | 31 octobre et 7 novembre 2008 | 31 octobre et 7 novembre 2008 | 31 octobre et 7 novembre 2008 | 31 octobre et 7 novembre 2008 |
|  | Singapore Armed Forces FC | Singapore Armed Forces FC | 7 et 21 octobre 2008    |                         |                  |                  | 2                    | 0                    |                      |                      |  |  | 31 octobre et 7 novembre 2008 | 31 octobre et 7 novembre 2008 | 31 octobre et 7 novembre 2008 | 31 octobre et 7 novembre 2008 |
|  | Al Nahda Club             | Al Nahda Club             | 1                       | 3                       |                  |                  |                      |                      |                      |                      |  |  | 31 octobre et 7 novembre 2008 | 31 octobre et 7 novembre 2008 | 31 octobre et 7 novembre 2008 | 31 octobre et 7 novembre 2008 |
|  | Al Nahda Club             | Al Nahda Club             | 1                       | 3                       | Al Muharraq Club | Al Muharraq Club | 5                    | 5                    |                      |                      |  |  |                               |                               |                               |                               |
|  | 16 et 23 septembre 2008   |                           |                         |                         | Al Muharraq Club | Al Muharraq Club | 5                    | 5                    |                      |                      |  |  |                               |                               |                               |                               |
|  |                           |                           | Safa Beyrouth           | Safa Beyrouth           | 1                | 4                |                      |                      |                      |                      |  |  |                               |                               |                               |                               |
|  | Perak FA                  | Perak FA                  | Safa Beyrouth           | Safa Beyrouth           | 1                | 4                | 0                    | 0                    |                      |                      |  |  |                               |                               |                               |                               |
|  | Perak FA                  | Perak FA                  |                         |                         |                  |                  |                      |                      |                      |                      |  |  |                               |                               |                               |                               |
|  | Safa Beyrouth             | Safa Beyrouth             | 2                       | 5                       |                  |                  |                      |                      |                      |                      |  |  |                               |                               |                               |                               |
|  | Safa Beyrouth             | Safa Beyrouth             | 2                       | 5                       | Safa Beyrouth    | Safa Beyrouth    | 1                    | 4                    |                      |                      |  |  |                               |                               |                               |                               |
|  | 16 et 23 septembre 2008   |                           |                         |                         | Safa Beyrouth    | Safa Beyrouth    | 1                    | 4                    |                      |                      |  |  |                               |                               |                               |                               |
|  |                           |                           | Dempo SC                | Dempo SC                | 0                | 1                |                      |                      |                      |                      |  |  |                               |                               |                               |                               |
|  | Dempo SC                  | Dempo SC                  | Dempo SC                | Dempo SC                | 0                | 1                | 1                    | 4                    |                      |                      |  |  |                               |                               |                               |                               |
|  | Dempo SC                  | Dempo SC                  |                         |                         |                  |                  |                      | 4                    |                      |                      |  |  |                               |                               |                               |                               |
|  | Home United FC            | Home United FC            | 1                       | 3                       |                  |                  |                      |                      |                      |                      |  |  |                               |                               |                               |                               |
|  | Home United FC            | Home United FC            | 1                       | 3                       |                  |                  |                      |                      |                      |                      |  |  |                               |                               |                               |                               |
|  |                           |                           |                         |                         |                  |                  |                      |                      |                      |                      |  |  |                               |                               |                               |                               |

### Finale
| 31 octobre 2008 | Al Muharraq Club                           | 5 - 1 | Safa Beyrouth | Stade national de Bahreïn, Riffa |                              |
| 14:45           | Ringo 20e, 58e · Rico 30e (pen.), 54e, 72e |       | 77e Tahan     | Arbitrage : Khalil Al Ghamdi     | Arbitrage : Khalil Al Ghamdi |
| 14:45           | (Rapport)                                  |       |               | Arbitrage : Khalil Al Ghamdi     | Arbitrage : Khalil Al Ghamdi |

| 7 novembre 2008 | Safa Beyrouth                             | 4 - 5 | Al Muharraq Club                    | Cité sportive Camille-Chamoun, Beyrouth |                                |
| 15:00           | Al Saadi 15e · Azar 59e · Kassas 62e, 65e |       | 33e, 47e, 50e Rico · 45e, 67e Ringo | Arbitrage : Abdullah Al Hilali          | Arbitrage : Abdullah Al Hilali |
| 15:00           | (Rapport)                                 |       |                                     | Arbitrage : Abdullah Al Hilali          | Arbitrage : Abdullah Al Hilali |

## Meilleurs buteurs
- Rico - 19 buts
- Aleksandar Đurić - 9 buts
- Ranty Martins Soleye - 8 buts